# Josef Efrati
Josef Efrati (hebr.: יוסף אפרתי, ang.: Yosef Efrati, ur. 19 lutego 1897 w Pińsku, zm. 8 lutego 1975) – izraelski polityk, w 1952 wiceminister rolnictwa, w latach 1949–1965 poseł do Knesetu z listy Mapai.
W wyborach parlamentarnych w 1949 po raz pierwszy dostał się do izraelskiego parlamentu. Zasiadał w Knesetach I, II, III, IV i V kadencji.